# Pseudoryctes wilsoni
Pseudoryctes wilsoni är en skalbaggsart som beskrevs av Phillip B. Carne 1957. Pseudoryctes wilsoni ingår i släktet Pseudoryctes och familjen Dynastidae. Inga underarter finns listade i Catalogue of Life.